# Малибу Беач, Парсела 31 (Енсенада)
Малибу Беач, Парсела 31 (шп. Malibú Beach, Parcela 31) насеље је у Мексику у савезној држави Доња Калифорнија у општини Енсенада. Насеље се налази на надморској висини од 6 м.

## Становништво
Према подацима из 2010. године у насељу је живело 5 становника.

### Хронологија
| Година       | 2000       | 2005 | 2010 |
| ------------ | ---------- | ---- | ---- |
| Становништво | 13 (7 / 6) | 5    | 5    |

### Попис
| # | Индикатор                     | Вредност |
| - | ----------------------------- | -------- |
| 1 | Укупно домаћинстава           | 32       |
| 2 | Укупно насељених домаћинстава | 2        |
| 3 | Величина локације             | 1        |